# Interstate 95 (Caroline du Sud)
Cet article traite d'une section intra-État de l'autoroute. Pour l'article traitant de l’autoroute au complet, référez-vous à Interstate 95.
L'Interstate 95 en Caroline du Sud constitue un segment de l'Interstate 95, autoroute majeure de la côte est des États-Unis, longue de plus de 3 000 kilomètres, traversant les villes de Miami, Washington, Baltimore, Philadelphie, New York, Boston notamment.
Dans sa section en Caroline du Sud, elle traverse une région plutôt peu peuplée, traversant le territoire forestier du centre-sud de l'État. Elle passe notamment près des villes de Walterboro et Florence, en plus de croiser deux autoroutes inter-États, soit les Interstates 26 et 20. En Caroline du Sud, malgré la présence faible de grandes villes, elle demeure une autoroute moyennement à hautement empruntée, principale autoroute de l'est de l'État. Sa section dans cet État mesure 319,9 kilomètres, soit un peu moins de 200 miles.

## Description du tracé

### Sud-Ouest de l'État

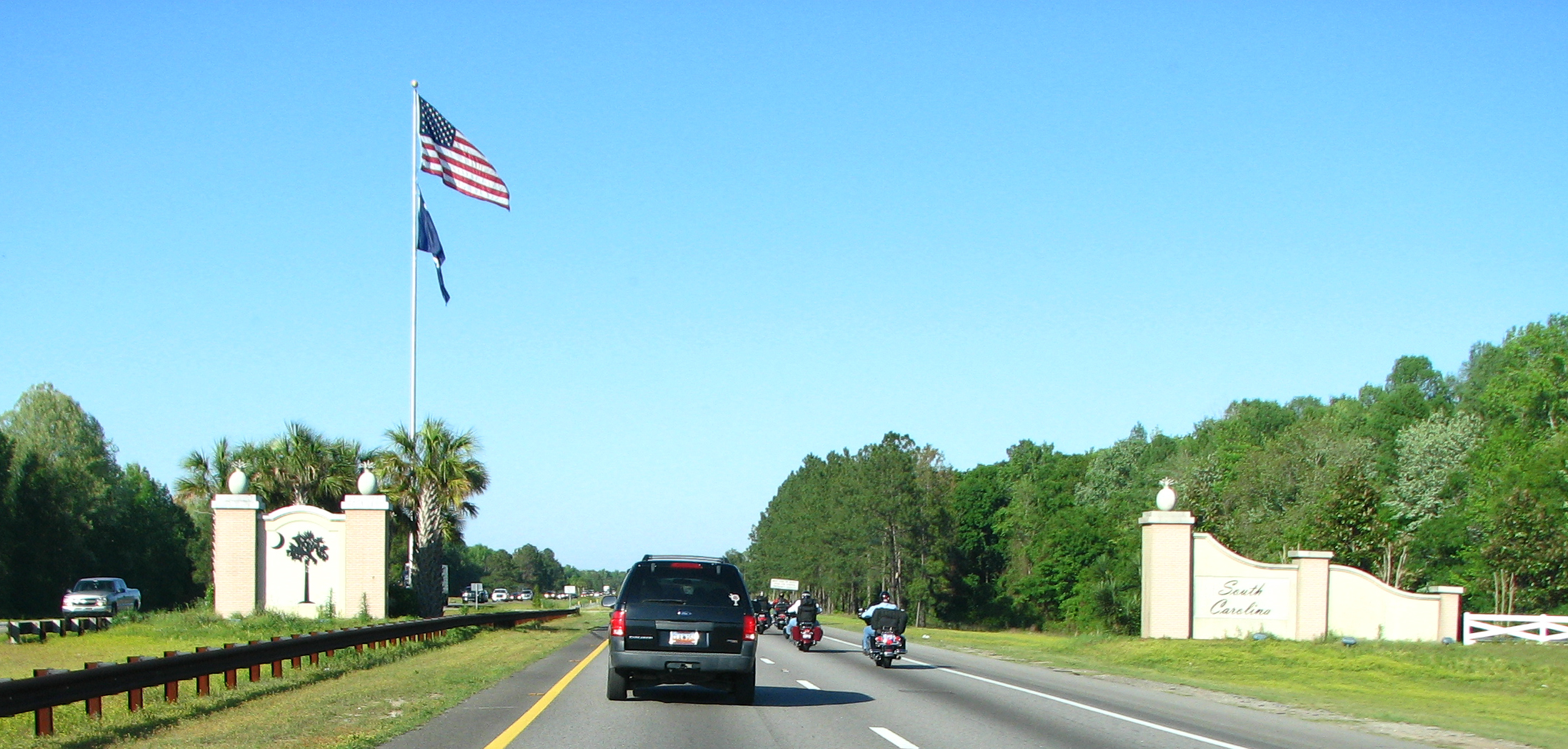
La frontière entre la Géorgie et la Caroline du Sud, soit la porte d'entrée de l'autoroute dans cet État.

L'Interstate 95 commence en Caroline du Sud alors qu'elle traverse la rivière Savannah, en provenance de Géorgie. L'agglomération la plus proche au sud est la ville de Savannah, située une vingtaine de miles au sud-est. Un centre d'information touristique est présent, direction nord, à l'entrée en Caroline du Sud, au mile 2.
Lors de ces premiers miles dans l'État, elle se dirige vers le nord-est sur une courte période. C'est dans cette période de 5 miles de Long qu'elle est la plus proche de l'océan Atlantique dans tout l'État, soit à moins de 15 miles de l'océan. Au mile 5, alors qu'elle contourne Hardeeville par le sud-est, elle adopte une orientation vers le nord-nord-est. Elle conserve d'ailleurs cette orientation pour une bonne partie de son parcours par la suite. Ensuite, elle possède une ligne droite de 13 miles de Long, puis entre les miles 18 et 22, elle passe à l'est de Ridgeland. Pour les 30 prochains miles, elle possède quelques courbes, sans traverser toutefois aucun village majeur. 
Entre le mile 53 et le mile 57, elle passe à l'ouest de Walterboro, deuxième plus grande ville de l'État que croisera l'Interstate 95 dans l'État. Par la suite, au mile 77, elle passe à l'ouest de Saint-George. 9 miles au nord-nord-est, elle possède un échangeur cloverleaf avec l'Interstate 26, qui mène soit vers la capitale de l'État, Columbia, ou vers Charleston, sur l'océan Atlantique.

### Sud-Est de l'État
Après son échangeur avec l'Interstate 26, elle passe à l'est de Santee, en croisant l'U.S. Route 301, puis au mile 100, elle traverse le lac Marion. Pour les prochains miles, toujours en adoptant une orientation nord-nord-est, elle passe près des villages de Summerton et de Manning. Les 35 prochains miles, soit jusqu'au mile 157, sont très peu peuplés. Par la suite, entre le mile 157 et le mile 169, la région est davantage urbanisée, alors qu'elle passe au nord et à l'ouest de Florence, plus grande ville traversée par L'Interstate, et quatrième ville en importance de l'État. Elle croise notamment l'Interstate 20 ouest, son terminus est étant présent à Florence, elle qui débute dans l'ouest du Texas. Les sorties 157, 161, 164, 169 et 170 relient la I-95 à la ville.
Alors qu'elle se dirige plus vers le nord-est, les 30 derniers miles de l'État se traversent surtout sur un territoire forestier et presque pas peuplé. La ville de Dillon est présente le long de l'I-95, à l'est, au mile 193. C'est au mile 198, à Hamer, qu'elle atteint la frontière entre les deux Carolines, pour se poursuivre en Caroline du Nord, à côté du parc d'amusement South of the Border. C'est à cet endroit qu'elle est le plus loin de l'océan dans l'État, soit à plus de 75 miles.

## Histoire

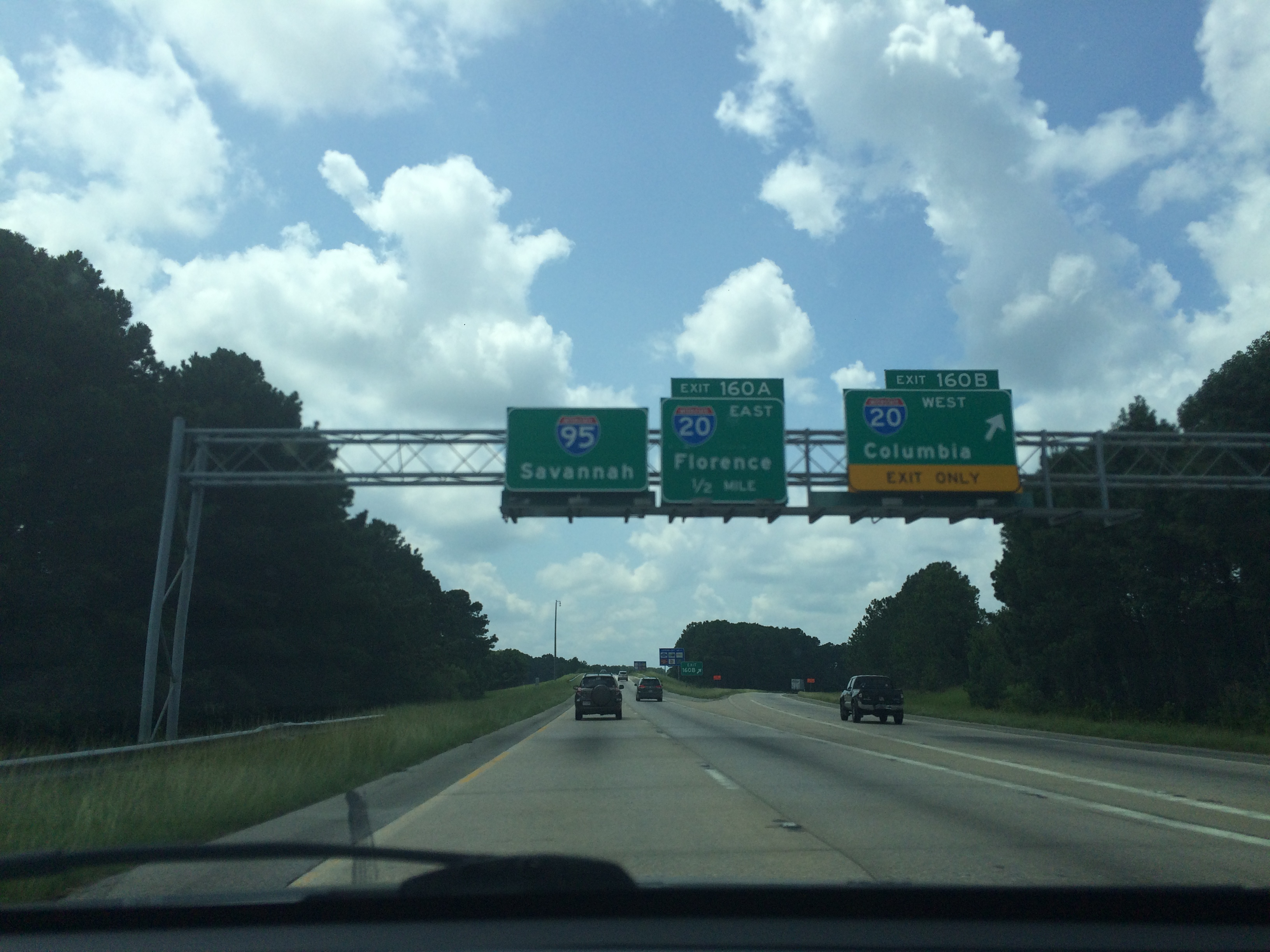
L'interstate 95 direction sud, à la hauteur de Florence, au mile 160, au terminus est de l'Interstate 20.

L'Interstate 95 a d'abord apparue sur les cartes de l'état entre 1962 et 1964, avec la construction de la U.S. Route 17, de Hardeeville jusqu'à Ridgeland. En 1967, de nouvelles sections étaient en construction, incluant des sections entre le village de Pocotaligo et de Walterboro en plus d'une section de Santee jusqu'à la frontière d'état de la Caroline du Nord. La première section à ouvrir officiellement est apparue en 1968, de la route 527 de Caroline du Sud, près de Gable, jusqu'aux routes 9 et 57 de l'état, près de Dillon.
En 1971 et en 1972, plusieurs de sections de l'I-95 ont été accomplies: Au nord allant des routes 9 et 57 de l'état, à Dillon, jusqu'à la frontière d'état de la Caroline du Nord. Au sud, la nouvelle section allait de la route 527, près de Pignon, le long des ponts récemment réalisés en 1968, qui ont été construits pour le pont du lac Marion, jusqu'à l'U.S. Route 301, dans Santee (sortie 97). Également, la section de l'US-17 entre Ridgeland (sortie 22) et Yemassee (sortie 33) a été combinée avec l'I-95, avec le statut provisoire de Coosawhatchie ; l'I-95 s'est alors prolongée vers le nord sur une nouvelle autoroute, jusqu'à la route 63 de l'état, dans Walterboro.
En 1975, l'Interstate 95 était ouverte sans interruption de l'US-17, dans Hardeeville, jusqu'à la route 63, à Walterboro; des sorties provisoires ont été enlevées autour de Coosawhatchie. En 1976, les deux sections de l'I-95 ont été reliées, de la route 63, à Walterboro, jusqu'à l'US-321, dans Santee (sortie 97). Pendant la même année, de nombreuses sorties ont été ajoutées le long de la 95. La dernière section de l'I-95 à être accomplie a été en 1978, reliant l'US-17, dans Hardeeville, jusqu'à la frontière d'état de la Géorgie, au sud.
En 1990, la sortie 21 a été ajoutée, qui est maintenant la route 336, autrefois l'US-278. Entre 1998 et 2000, la sortie 153, avec la route Honda, a été ajoutée. En 2003, l'I-95 a été élargie de 4 à 6 voies juste au sud de l'I-20 au nord de la route 170, autour de Florence.

## Disposition des voies

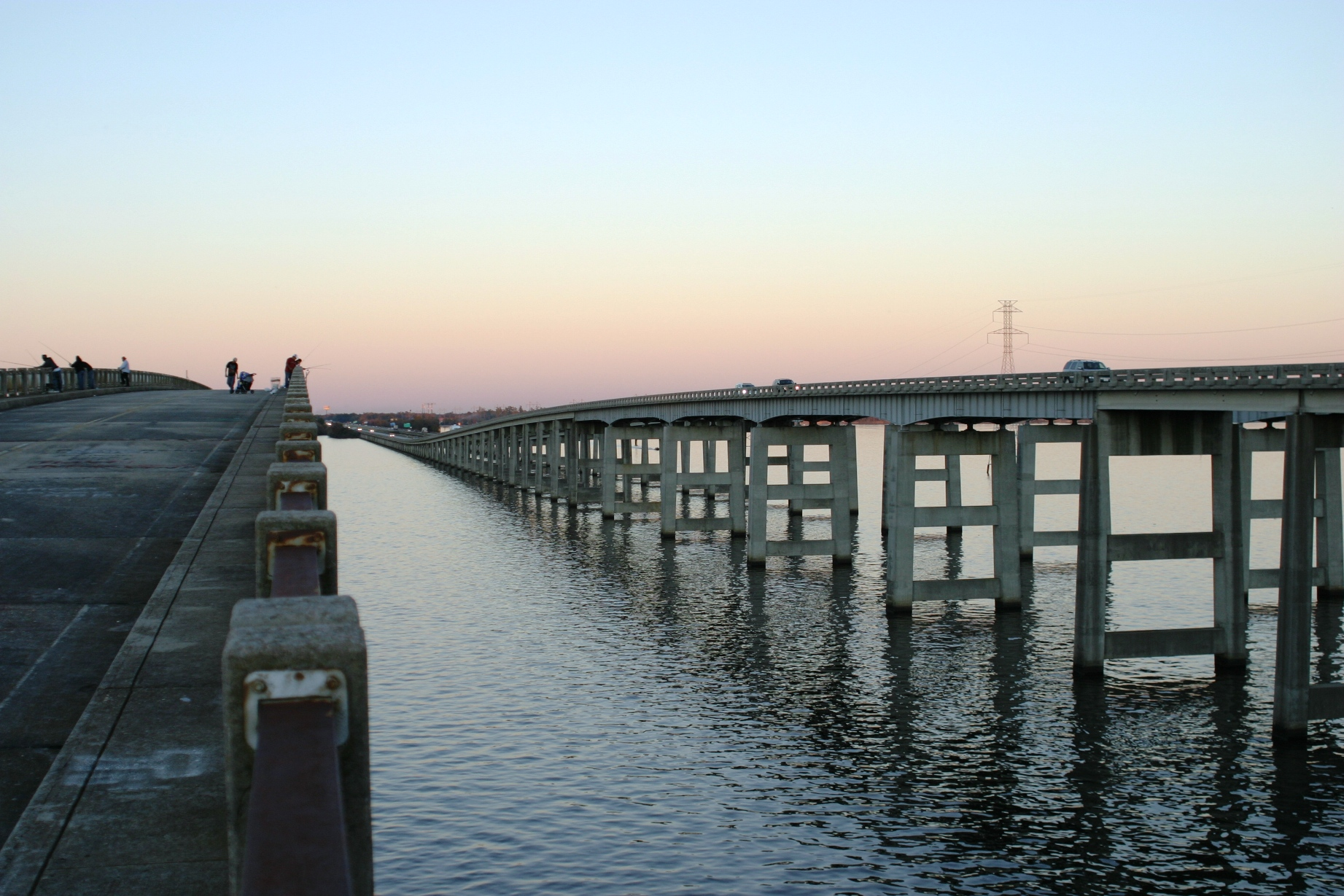
Le pont de l'I-95 au-dessus du lac Marion. Le pont de gauche, l'ancien pont, est aujourd'hui un quai pour les pêcheurs.

Elle possède 4 voies (2 voies dans chaque direction) sur toute sa longueur en Caroline du Sud, et ce, depuis sa création. Toutefois, comme mentionné plus tôt, la section entre les miles 158 et 170, à l'ouest et au nord de Florence, a été élargie pour devenir une autoroute à 6 voies, 3 voies dans chaque directions.

## Aires de services
Dans son parcours dans l'état, puisque la conduite peut devenir fatigante, de nombreux aires de services sont présents le long de la route.
| Ville                                                                                        | Mile | Direction(s) | Type                                                                                 |
| -------------------------------------------------------------------------------------------- | ---- | ------------ | ------------------------------------------------------------------------------------ |
| Hardeeville                                                                                  | 1    | nord         |                                                                                      |
| Hendersonville                                                                               | 47   | nord et sud  |                                                                                      |
| Santee                                                                                       | 99   | nord et sud  | Centre d'information touristique direction sud seulement; direction nord, type jaune |
| Shiloh                                                                                       | 140  | nord et sud  |                                                                                      |
| Quinby                                                                                       | 172  | nord et sud  |                                                                                      |
| Hamer                                                                                        | 196  | sud          |                                                                                      |
| - Aire de repos avec commerces - Aire de Repos / Centre d'information touristiques seulement |      |              |                                                                                      |

## Liste des échangeurs
| Liste des échangeurs de l'Interstate 95 en Caroline du Sud | Liste des échangeurs de l'Interstate 95 en Caroline du Sud | Liste des échangeurs de l'Interstate 95 en Caroline du Sud | Liste des échangeurs de l'Interstate 95 en Caroline du Sud              | Liste des échangeurs de l'Interstate 95 en Caroline du Sud | Liste des échangeurs de l'Interstate 95 en Caroline du Sud |
| Emplacement.                                               | Mile                                                       | km                                                         | #.                                                                      | Intersection / Destinations. | Notes |
| ---------------------------------------------------------- | ---------------------------------------------------------- | ---------------------------------------------------------- | ----------------------------------------------------------------------- | --- | --- |
| Frontière Géorgie–Caroline du Sud                          | 0,0                                                        | 0,0                                                        | I-95 sud – Savannah (GA), Brunswick (GA), Jacksonville (FL), Miami (FL) | I-95 sud – Savannah (GA), Brunswick (GA), Jacksonville (FL), Miami (FL) | traverse de la rivière Savannah, Extrémité sud de la I-95 en Caroline du Sud; Jct I-16 13 miles (21 km) au sud, centre de Savannah, 22 miles (35 km) au sud-est |
| Hardeeville                                                | 5,1                                                        | 8,2                                                        | 5                                                                       | US 321, vers US 17, Hardeeville Centre, Savannah (GA), Hampton | |
| Hardeeville                                                | 8,2                                                        | 13,2                                                       | 8                                                                       | US 278 est – Bluffton, Hilton Head Island | Aucune sortie pour 10 miles (16 km) |
|                                                            | 18,0                                                       | 29,0                                                       | 18                                                                      | Bees Creek Rd. – Switzerland | |
| Ridgeland                                                  | 20,8                                                       | 33,5                                                       | 21                                                                      | SC-336 – Old House, Hampton | |
| Ridgeland                                                  | 22,4                                                       | 36,0                                                       | 22                                                                      | US 17 sud – Ridgeland | début du multiplex avec la US 17 |
|                                                            | 28,3                                                       | 45,5                                                       | 28                                                                      | SC-462 – Coosawhatchie | |
| 33,0                                                       | 53,1                                                       | 33                                                         | US 17 nord – Sheldon, Charleston, Beaufort                              | fin du multiplex avec la US 17 | |
| Yemassee                                                   | 38,2                                                       | 61,5                                                       | 38                                                                      | SC-68 – Yemassee, Hampton, Varnville | |
|                                                            | 42,4                                                       | 68,2                                                       | 42                                                                      | US 21 – Hendersonville, Ruffin, Orangeburg | |
| Walterboro                                                 | 53,6                                                       | 86,3                                                       | 53                                                                      | SC-63, vers US 17 Alt – Walterboro centre, Summerville | |
| Walterboro                                                 | 57,5                                                       | 92,5                                                       | 57                                                                      | SC-64 – Walterboro, Ruffin, Bamberg | |
|                                                            | 62,6                                                       | 100,7                                                      | 62                                                                      | Road 34, vers US 15 – Canadys | |
| 68,4                                                       | 110,1                                                      | 68                                                         | SC-61 – Bamberg, Canadys, Branchville                                   | | |
| Saint-George                                               | 76,7                                                       | 123,3                                                      | 77                                                                      | US 78 – Saint-George, Branchville, Dorchester | |
|                                                            | 82,3                                                       | 132,4                                                      | 82                                                                      | US 178 – Harleyville, Bowman | |
| 85,8                                                       | 138,1                                                      | 86                                                         | I-26 – Charleston, Columbia, Greenville-Spartanburg                     | Échangeur cloverleaf; Sortie 169 de l'I-26; l'I-26 est la principale autoroute connectrice des grandes villes de l'État et l'autoroute principale nord-ouest/sud-est de l'État | |
| 90,5                                                       | 145,6                                                      | 90                                                         | US 176 – Holly Hill, Cameron                                            | | |
| 93,0                                                       | 149,7                                                      | 93                                                         | US 15 – Holly Hill                                                      | | |
|                                                            | 96,9                                                       | 155,9                                                      | 97                                                                      | US 15 sud, US 301 sud – Santee, Orangeburg | début du multiplex avec l'US 15 et l'US 301 |
| Santee                                                     | 98,3                                                       | 158,2                                                      | 98                                                                      | SC-6 – Eutawville, Cross, Elloree | |
| Pont au-dessus du lac Marion                               |                                                            |                                                            |                                                                         | | |
|                                                            | 102,0                                                      | 164,2                                                      | 102                                                                     | US 15, US 301, Road 400 – North Santee, Summerton | fin du multiplex avec l'US 15 et l'US 301 |
| Summerton                                                  | 108,2                                                      | 174,1                                                      | 108                                                                     | Road 102, vers US 15, Summerton, Paxville, Sumter | |
|                                                            | 114,7                                                      | 184,6                                                      | 115                                                                     | US 301 – Manning, Summerton | |
| 119,0                                                      | 191,5                                                      | 119                                                        | SC-261 (Paxville Highway) – Paxville, Manning                           | | |
| 122,1                                                      | 196,5                                                      | 122                                                        | US 521 – Sumter, Manning, Alcolu                                        | | |
| 132,4                                                      | 213,1                                                      | 132                                                        | SC-527 – Sardinia, Bishopville                                          | | |
| 135,5                                                      | 218,1                                                      | 135                                                        | US 378 – Sumter, Turbeville, Lake City                                  | | |
| 141,1                                                      | 227,1                                                      | 141                                                        | SC-53, SC-58 – Shiloh                                                   | | |
| 145,9                                                      | 234,8                                                      | 146                                                        | SC-341 – Lake City, Lynchburg                                           | | |
| 149,9                                                      | 241,2                                                      | 150                                                        | SC-403 – Sardis, Timmonsville                                           | | |
| 153,7                                                      | 247,4                                                      | 153                                                        | Honda Way – Timmonsville, Hartsville                                    | | |
| Florence                                                   | 157,5                                                      | 253,5                                                      | 157                                                                     | US 76 (West Palmetto Steet) – Florence, Sumter | |
| Florence                                                   | 160,7                                                      | 258,6                                                      | 160AB                                                                   | I-20 ouest, I-20 Bus est (J. Strom Thurmond Frwy., David McLeod Blvd.) – Florence centre, Columbia, Atlanta (GA)                                                               | signé 160A (est) et 160B (ouest); Terminus est de la I-20, en provenance du Texas                                                                               |
| Florence                                                   | 164,4                                                      | 264,6                                                      | 164                                                                     | US 52 (Lucas Street) – Florence, Darlington, Cheraw | |
|                                                            | 169,0                                                      | 272,0                                                      | 169                                                                     | TV Road – Quinby, Florence | |
| 170,7                                                      | 274,7                                                      | 170                                                        | SC-327 – Florence, Myrtle Beach                                         | vers l'aéroport de Florence; Aucune sortie pour 11 miles (18 km) | |
| 181,7                                                      | 292,4                                                      | 181                                                        | SC-38 – Marion, Bennettsville                                           | | |
|                                                            |                                                            |                                                            | I-73 nord                                                               | échangeur proposé | |
| 190,5                                                      | 306,6                                                      | 190                                                        | SC-34 – Dillon                                                          | | |
| Dillon                                                     | 193,3                                                      | 311,1                                                      | 193                                                                     | SC-9, SC-57 – Dillon, Bennettsville | |
| Frontière Caroline du Nord–Caroline du Sud                 | 198,8                                                      | 319,9                                                      | I-95 nord – Fayetteville (NC), Lumberton (NC)                           | I-95 nord – Fayetteville (NC), Lumberton (NC) | Extrémité nord de la I-95 en Caroline du Sud |
| - Multiplex - Sortie projetée                              |                                                            |                                                            |                                                                         | | |